# Гранд-Кейп-Маунт
Гранд-Кейп-Маунт (англ. Grand Cape Mount) — графство в Либерии. Административный центр — Робертспорт. Площадь — 5 160 км², население — 129 055 человек (2008 год).

## География
На северо-востоке граничит с графством Гбарполу, на юго-востоке с графством Боми, на северо-востоке со Сьерра-Леоне. На юго-западе находится побережье Атлантического океана.

## Административное деление
Графство делится на 5 округов (население — 2008 г.):
- Коммонвелс (Commonwealth; 6884 чел.)
- Гарвула (Garwula; 29 371 чел.)
- Гола-Коннех (Gola Konneh; 23 930 чел.)

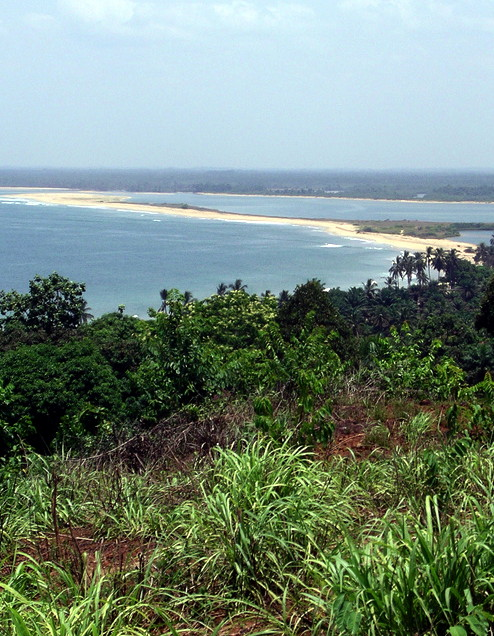
Бухта Робертспорт

- Поркпа (Porkpa; 40 921 чел.)
- Тевор (Tewor; 27 949 чел.)